# Бэд Банни
Бени́то Анто́нио Марти́нес Ока́сио (исп. Benito Antonio Martínez Ocasio; род. 10 марта 1994, Сан-Хуан или Вега-Баха, Пуэрто-Рико), известный под псевдонимом Бэд Ба́нни (Bad Bunny, в переводе с англ. — «плохой кролик»), — пуэрто-риканский рэпер, певец, автор песен и актёр. Его музыку часто определяют как латинский трэп и реггетон, но он включил в свою музыку и другие жанры, включая рок, бачату и соул. Он также известен своим глубоким, невнятным вокалом и эклектичным стилем одежды.
Обладатель премии Грэмми за лучший латиноамериканский поп или городской альбом (2021, альбом YHLQMDLG). В начале 2020 года он выступил в качестве гостя на шоу в перерыве «Супербоул LIV» вместе с Шакирой и Дженнифер Лопес и провёл матч на главном шоу рестлинг-промоушна WWE — WrestleMania 37. Позже в том же году он стал первым исполнителем латиноамериканской городской музыки на обложке журнала Rolling Stone. Журнал Time назвал его одним из 100 самых влиятельных людей мира в своём ежегодном списке (2020). Он стал первым неанглоязычным артистом, который стал самым прослушиваемым артистом года по версии Spotify три года подряд (2020—2022). Он был признан лучшим артистом 2022 года по версии Apple Music Awards.

## Ранние годы
Бенито Антонио Мартинес Окасио родился 10 марта 1994 года в баррио Альмиранте Сур в Вега Баха, Пуэрто-Рико. Его отец, Тито Мартинес, был водителем грузовика, а мать, Лизаури Окасио, — школьной учительницей на пенсии. Его мать часто слушала сальсу, меренге и баллады, пока сын помогал ей с работой по дому. У него есть два младших брата, Берни и Байзел, и он также считает своих близких друзей частью своей семьи. По его словам, он вырос в счастливой семье. «Долговязый шатен с рокочущим голосом», так рэпер описал себя в детстве, сказав: «Я не был ребёнком, который лезет на улицы. Мне нравилось быть дома со своей семьёй».
Мартинес Окасио говорит, что он хотел стать певцом с самого детства. В детстве он еженедельно посещал церковь вместе со своей набожной католической матерью и пел в церковном хоре до 13 лет. После ухода из хора у него появился интерес к исполнителям, которых он слышал по радио, особенно к Дэдди Янки и Эктору Лавоэ. Его первым сольным выступлением стало исполнение песни Хуанеса «Mala Gente» на шоу талантов в средней школе. Его сценический псевдоним появился после того, как рэпера заставили надеть в школу костюм зайчика и сфотографировали с сердитым выражением лица. Несмотря на свою застенчивость в старших классах, он часто исполнял фристайл, чтобы развлечь своих одноклассников, и приобрёл в школе репутацию человека с творческим подходом и юмором. Его подростковые интересы также включали скейтбординг и рестлинг, оба из которых повлияли на его чувство моды.
Говоря о своей удалённости от пуэрто-риканской музыкальной индустрии, Бэд Банни заявил: «Я из Вега Баха, небольшого района, не являющегося мегаполисом, как Сан-Хуан, откуда вышло большинство артистов. Вот что самое удивительное и невероятное в этом — я просто пришёл из ничего, и все. Когда я учился в школе, я сидел на балконе и пел, а люди стояли вокруг и слушали». Он рассказал, что в детстве его мать хотела, чтобы он стал инженером, отец предпочитал, чтобы он был бейсболистом, а учитель сказал ему, что он станет пожарным. Вместо этого он посещал курсы аудиовизуальной коммуникации в Университете Пуэрто-Рико в Аресибо.

## Карьера в музыке
Бэд Банни в основном трэп-исполнитель. Как описано в статье Rolling Stone, Бэд Банни поёт и читает рэп с «разговорным тоном», используя «низкий, жирный топ, вязкие мелодии и рэперский ритм». В интервью Billboard, Бэд Банни заявил, что его самые большие музыкальные впечатления связаны с Эктором Лаво, Вико Си, Дэдди Янки и Марком Энтони.
Когда он работал в магазине упаковщиком на складе, Мартинес также выкладывал музыку как независимый исполнитель. Его песня «Diles», на SoundCloud, привлекла внимание DJ Luian, который впоследствии подписал его на свой лейбл: Hear this Music. После этого Мартинес смог работать с более известными латиноамериканскими исполнителями. После этого, он несколько раз попадал в чарт топ-10 Hot Latin Songs. Его сингл, ставший хитом, «Soy Peor», поднял его на 22 строчку в этом же чарте. Текст и настроение «Soy Peor» одновременно выполняют потерю и сексуальное желание и были описаны как воплощение «политически значимого чувства здесь и сейчас».
Летом 2017 года, Бэд Банни подписал соглашение с Cardenas Marketing Network (CMN) для нескольких Латиноамериканских стран. Мартинес был приглашён в сингл Бекки Джи «Mayores», выпущенный в июле 2017. Начиная с ноября 2017 года, Бэд Банни ведёт программу первых испано-говорящих шоу, Trap Kingz. Также, в ноябре 2017, Песня Бэд Банни «Tu No Metes Cabra» поднялась на 38 строчку чарта Hot Latin Songs. Ремикс также потребовал освобождения из тюрьмы Ануэля АА. Примерно в то же время, песня «Sensualidad», которую исполнили Бэд Банни, Джей Бальвин, и Принц Ройс, заняла 8 место чарта Hot Latin Songs, в то время как ремикс «Te Boté» c Ozuna и Ники Джем заняло первое место в том же чарте. В 2018 году, Карди Би вместе с Бэд Банни и Джей Бальвином с песней I Like It заняли высокие позиции в чарте Billboard Hot 100". В сингле Карди Би, Бэд Банни прочитал рэп и на испанском, и на английском. Клип на песню был снят в марте 2018 года в Майами. Это помогло его синглу занять первую строчку в чарте Billboard Hot 100.
21 июля 2018 года, у Бэд Банни было 5-минутное выступление на фестивале Tomorrowland в Бельгии в рамках набора, представленного DJ Alesso, который пригласил его выступить. Он пел свой куплет из песни Карди Би «I Like It».
11 октября, 2018 Бэд Банни выложил песню «Mia», которую исполнил вместе с Дрейком, первый январский хит. Позже они выпустили видео в тандеме. Эта песня заняла первое место в Latin Billboard Hot 100.
29 февраля 2020 года выпустил свой второй студийный альбом YHLQMDLG. Бэд Банни и YHLQMDLG соответственно стали самыми прослушиваемыми артистами и альбомами Spotify во всем мире в 2020 году. Это был первый случай, когда неанглоязычный артист возглавил список по итогам года, а в статье The Guardian его назвали «самой большой поп-звездой в мире» за его стриминговые показатели. Альбом получил премию «Грэмми» за лучший латиноамериканский или городской альбом на 63-й ежегодной церемонии вручения премии «Грэмми». 20 февраля 2021 года Бэд Банни исполнил «La Noche de Anoche» с Розалией и «Te Deseo Lo Mejor» на шоу Saturday Night Live, который вёл Реже-Жан Пейдж, а также принял участие в заранее записанных музыкальных скетчах «Loco» и «Sea Shanty». В US Billboard Hot 100 следующий сингл Бэд Банни «Yonaguni» стал его четвёртым попаданием в топ-10 и первым без сопровождения. Бэд Банни получил роль в предстоящем фильме режиссёра Дэвида Литча с Брэдом Питтом в главной роли.
В декабре 2021 года было объявлено, что Бэд Банни второй год подряд стал самым прослушиваемым артистом года на Spotify во всем мире. Это достижение он повторил в 2022 году.
В мае 2023 года сингл «Un x100to» (One Percent) мексиканской группы Grupo Frontera, записанный совместно с Бэд Банни занял первое место в хит-параде Billboard Global 200.

## Карьера в рестлинге
В нескольких клипаx Бэд Банни есть отсылки к рестлингу. В 2017 году Рик Флэр появился в клипе «Chambea». В 2019 году Стив Остин принял участие в клипе «¿Quien Tu Eres?». В песне «I Like It» Бэд Банни отдаёт дань почтения Эдди Герреро «…Воин (с исп. — «Guerrero»), как Эдди, да здравствует наш народ…», а в клипе «Mia» носит футболку Герреро. В 2019 году Гробовщик появляется в ролике 2019 года (вместе с несколькими жителями Пуэрто-Рико и знаменитостями), чтобы попросить Банни добавить третий концерт в его родной стране.
31 января 2021 года принял участие в шоу WWE Royal Rumble, где исполнил песню «Booker T» (посвящённую рестлеру — Букеру Ти) и в ходе мужского матча «Королевская битва» вышел в зал, отвлёк Миза и Джона Моррисона, а затем и провёл на них прыжок с третьего каната на пол. 15 февраля на шоу WWE Raw победил Акиру Тодзаву (при помощи и участии Дамиана Приста) в закулисном сегменте и стал чемпионом 24/7. 15 марта на WWE Raw Бэд Банни отказался от титула чемпиона 24/7 в пользу R-Truth, обменяв пояс на мерчандайз Стива Остина.
Бэд Банни и Дамиан Прист продолжали участвовать в сегментах с Джоном Моррисоном и Мизом, что привело к командному матчу на WrestleMania 37. Во время матча Бэд Банни провёл приём Canadian Destroyer Джону Моррисону, а после — Crossbody с третьего каната на Миза, находящегося на плечах Приста, после чего удержал Миза для победы. 29 января 2022 года на Royal Rumble Бэд Банни неожиданно вернулся в WWE, участвуя в мужском матче «Королевская битва» под номером 27. Он выбросил с ринга Шеймуса и Дольфа Зигглера и продержался до финальной пятёрки, когда его устранил победитель — Брок Леснар.

### Титулы и достижения
- WWE
  - Чемпион 24/7 WWE (1 раз)[55]
  - Ударная премия (1 раз)
    - Лучший момент полугодия (2021) — Бэд Банни выступает на WrestleMania[56]

## Общественная деятельность
Бэд Банни открыто критиковал отсутствие гуманитарной помощи после урагана «Мария», разрушившего остров Пуэрто-Рико. Представляя своё исполнение песни «Estamos Bien» на шоу The Tonight Show Starring Jimmy Fallon 26 сентября 2018 года, артист заявил на английском языке: «Спустя год после урагана все ещё есть люди без электричества в своих домах. Погибло более 3000 человек, а Трамп все ещё отрицает». Вскоре после урагана Бэд Банни лично раздавал еду, воду и генераторы в своём родном городе Вега-Баха. Год спустя дом его семьи все ещё работал на трёх генераторах. Он основал фонд Good Bunny Foundation, который распространяет игрушки среди детей, живущих в бедности в Пуэрто-Рико.
Бэд Банни критиковал решения о закрытии школ в Пуэрто-Рико и противопоставлял их открытию все большего количества тюрем. После этого он был номинирован на «Гуманитарную премию года» по версии Telemundo Tu Musica Urban Awards. 22 июля 2019 года Бэд Банни присоединился к таким артистам, как Residente, Рики Мартин, и более чем полумиллиону пуэрториканцев, которые вышли на улицы и перекрыли основное шоссе PR-52, более известное как Expreso Las Américas в ходе многодневных протестов против коррупции в правительстве и с требованием отставки Рикардо Россело. Он не занял никакой позиции относительно движения за государственность Пуэрто-Рико и заявил, что хотел бы провести больше исследований по этому вопросу, прежде чем сформировать официальную позицию.
Бэд Банни поддерживает права ЛГБТ и заявляет, что он «[чувствует] большую приверженность сообществу» из-за широко распространённого гендерного насилия в Пуэрто-Рико. В январе 2019 года Бэд Банни раскритиковал твит исполнителя реггетона Дона Омара, который многие сочли гомофобным, написав в Твиттере: «Гомофобия в наше время? Как стыдно, локо». Во время выступления на The Tonight Show Starring Jimmy Fallon в феврале 2020 года он привлёк внимание к убийству трансгендерной женщины Алексы Негрон Лусиано в Пуэрто-Рико, надев футболку с надписью «Они убили Алексу. А не мужчину в юбке», ссылаясь на сообщения новостей, в которых неправильно назвали пол Лусиано. Открытый гей Рики Мартин заявил, что Бэд Банни «стал иконой для латиноамериканского квир-сообщества» благодаря своей открытой поддержке геев и трансгендеров, а также своей приверженности культуре дрэг-культуры. Сьюзи Экспозито из Rolling Stone написала о своей вере в то, что осуждение Бад Банни гендерного насилия заставит домогателей «возможно, дважды подумать, прежде чем снова приставать к женщине или гендерно неконформному человеку».

## Личная жизнь
В июле 2020 года он появился на цифровой обложке журнала Playboy, став первым мужчиной, появившимся на обложке помимо основателя журнала Хью Хефнера.
Рэпер познакомился с ювелирным дизайнером Габриэлой Берлингери в 2017 году в ресторане, когда обедал со своей семьёй, и вскоре они начали встречаться. Берлингери помогла Бэд Банни в записи песни 2018 года «Te Guste», обеспечив скретч-вокал для части песни Дженнифер Лопес. Бэд Банни хранил свои отношения с Берлингери в тайне от общественности до 2020 года. Он объяснил своё решение публично признать их отношения, сказав: «Я счастлив с ней. Люди не знают, что она очень помогла мне в эмоциональном плане, когда я больше всего в этом нуждался». Берлингери стала первой латиноамериканкой, снявшей обложку для Rolling Stone, когда сфотографировала рэпера для обложки журнала за май 2020 года.
В 2023 году стало известно, что он встречается с американской моделью Кендалл Дженнер.

## Награды и номинации
| Год  | Категория                    | Награда                                                      | Песня/Человек                               | Результат |
| ---- | ---------------------------- | ------------------------------------------------------------ | ------------------------------------------- | --------- |
| 2017 | Латинская Грэмми             | Лучшая урбан-песня                                           | «Si Tu Novio Te Deja Sola»                  | Номинация |
| 2017 | Латинская Грэмми             | Best Urban Performance                                       | «Si Tu Novio Te Deja Sola»                  | Номинация |
| 2018 | Premios Juventud             | Лучший артист-новичок                                        | Бэд Банни                                   | Номинация |
| 2018 | iHeartRadio Music Awards     | Лучший новый латинский исполнитель                           | Бэд Банни                                   | Номинация |
| 2018 | Billboard Latin Music Awards | Артист-новичок года                                          | Бэд Банни                                   | Номинация |
| 2018 | Billboard Music Awards       | Лучшая латинская песня                                       | «Mayores»                                   | Номинация |
| 2018 | MTV Video Music Awards       | Песня лета                                                   | «I Like It» (вместе с Cardi B and J Balvin) | Победа    |
| 2018 | BET Hip Hop Awards           | Лучшее хип-хоп видео                                         | «I Like It» (вместе с Cardi B and J Balvin) | Номинация |
| 2018 | BET Hip Hop Awards           | Лучшая совместная песня                                      | «I Like It» (вместе с Cardi B and J Balvin) | Номинация |
| 2018 | BET Hip Hop Awards           | Сингл года                                                   | «I Like It» (вместе с Cardi B and J Balvin) | Номинация |
| 2018 | Latin American Music Award   | Артист года                                                  | Бэд Банни                                   | Победа    |
| 2018 | Latin American Music Award   | Артист-новичок года                                          | Бэд Банни                                   | Номинация |
| 2018 | Latin American Music Award   | Песня года                                                   | «Mayores»                                   | Номинация |
| 2018 | Latin American Music Award   | Любимая поп-песня                                            | «El Baño»                                   | Номинация |
| 2018 | Latin American Music Award   | Любимая урбан-песня                                          | «Mayores»                                   | Победа    |
| 2018 | Латинская Грэмми             | Лучшая урбан-песня                                           | «Sensualidad»                               | Номинация |
| 2018 | Soul Train Music Awards      | Лучший ритм                                                  | «I Like It» (вместе с Cardi B and J Balvin) | Ожидается |
| 2021 | Грэмми                       | Грэмми за лучший латиноамериканский поп или городской альбом | Бэд Банни (альбом YHLQMDLG)                 | Победа    |

## Дискография
- X 100PRE (2018)
- OASIS (2019) (совместно с Джей Бальвином)
- YHLQMDLG (2020)
- LAS QUE NO IBAN A SALIR (2020) (сборник невышедших треков)
- EL ÚLTIMO TOUR DEL MUNDO (2020)
- Un Verano Sin Ti (2022)
- Nadie sabe lo que va a pasar mañana (2023)
- Debí Tirar Más Fotos (2025)